# 者楼街道
者楼街道，是中华人民共和国贵州省黔西南布依族苗族自治州册亨县下辖的一个街道办事处。
2016年1月14日，贵州省人民政府批复同意册亨县部分乡镇行政区划调整，撤销者楼镇建制，新设置的者楼街道辖原者楼镇东风社区、前进社区、者楼村、东风村、高寨村、秧坪村、羊场村、高峰村、平秧村，街道办事处驻东风社区。

## 行政区划
者楼街道下辖以下地区：
东风社区、前进社区、者楼村、东风村、高峰村、平秧村、羊场村、秧坪村和高寨村。